# Lutegarda Guimarães de Caires
Lutegarda Guimaraes de Caires (también escrito Lutgarda Guimaraes de Caires) (Vila Real de Santo António, 1858 - 1935) fue una activista de la emancipación femenina, y poetisa portuguesa.

## Biografía
Era hija de María Teresa de Barros y José Rodrigues Guimarães, y perdió a su madre cuando niña. Siendo aún joven, Lutegarda Guimarães dejó Algarve y se mudó a Lisboa. En la capital portuguesa conoció y luego llegaría a casarse con el letrado madeirense João de Caires, un hombre de la cultura, que era escritor y fundador de Sociedade de Propaganda de Portugal, y organizaba veladas literarias en su casa, que eran muy participativas.
A principios del matrimonio sufrió la pérdida de una hija (y probablemente aún de otro hijo). Eso la marcó profundamente, y lo demostró en su poesía, altamente triste. A partir de ahí, decidió dedicarse a causas sociales, donde la más conocida era la visita a niños enfermos del Hospital de Dona Estefânia llevándoles ropas, juguetes y dulces.
Recién en 1895, nacería su hijo Álvaro Guimarães de Caires, que sería médico, y profesor en la Universidad de Sevilla, escritor e investigador.
Mujer atenta a los problemas e injusticias de su tiempo, a partir de 1905, comenzaría a colaborar en periódicos con artículos de cariz social. Su primera obra se tituló "Glicínias" y fue editada en 1910. Con el establecimiento de la República en Portugal, el entonces Ministro de Justicia, Diogo Leote, le propuso a la escritora, en 1911, que hiciese un estudio sobre la situación de los presos, especialmente de mujeres, que lo efectuó en un momento en que los arrestos y detenciones eran mixtos. Lutegarda denunció las terribles condiciones en que vivían los presos, y notablemente sus artículos pudieron obtener el efecto de la supresión y abolición de máscaras punitivas en las prisiones, que eran obligatorias a presos con penas severas y también para penas obligatorias de silencio. Consiguió que las mujeres tuvieran mejores condiciones higiénicas generales.
Durante diez años, Lutegarda de Caires promovió el evento denominado "Natal das Crianças dos Hospitais", y que hoy se llama Natal dos Hospitais, una fiesta dedicada a todos los enfermos, independientemente de edades, y que se exhibe anualmente pocos días antes de la fiesta de Navidad por la RTP.
Activista, con artículos publicados en varios periódicos como "O Século", "Diário de Notícias", "A Capital", "Brasil-Portugal", "Ecos da Avenida", y "Correio da Manhã", luchó por la igualdad de oportunidades y dignidad para las mujeres.
Falleció en 1935.

## Honores
El Gobierno portugués la honró con una Orden de Benemerencia, por su dedicación a la infancia; y con el nombramiento de dama de la Orden de Santiago de la Espada.

### Toponimia
La ciudad de Vila Real de Santo António la homenajeó concediéndole un lugar en la toponimia local, y además erigiéndole un busto junto al río Guadiana con las siguientes estrofas finales de su poema más reconocido:

"Tornei a ver te! Agora os meus cabelos
embranqueceram já... longe de ti.
Foram-se há muito aspirações e anelos
mas as saudades ainda as não perdi.

(Una vez que te veo! Ahora mis cabellos
se blanqueaban ya ... lejos de ti.
Atrás han quedado los anhelos y aspiraciones
pero la nostalgia aún no se pierde.)

Mas volto à minha terra, tão bonita!
Terra onde reina o sol que resplandece,
aonde a vaga é murmurar de prece
e sinto ainda a ternura infinita.

(Pero volviendo a mi país, tan hermoso!
Tierra donde reina el sol brillante,
dónde está el vago murmullo de la oración
y todavía se siente la ternura infinita.)

É que não há céu de tal 'splendor
nem rio azul tão belo e prateado
como o Guadiana, o meu rio encantado
de mansas águas, suspirando amor!

(¿Es qué no hay tal esplendor en el cielo?'
ni tan hermoso río azul y plata
como el Guadiana, mi río encantado
de mansas aguas, y suspirando de amor!)
Lutegarda Guimarães de Caires

## Obra publicada
- Glicínias (1910)

- Papoulas (1912)

- A Dança do Destino: contos e narrativas (1913)

- Bandeira Portuguesa (1910) - obra donde apoyará el mantenimiento de los colores azul y blanco en la bandera de Portugal (polémica en la cual intervinieran muctos nombres de la cultura portuguesa)

- Dança do Destino" (1911)

- Pombas Feridas (1914)

- Sombras e Cinzas (1916)

- Doutor Vampiro (1921, novela)

- Violetas (1922)

- Cavalinho Branco (1930)

- Palácio das Três Estrelas (1930)

- Inês (pieza de teatro en coautoría con Manuel Vieira Natividade, y Virgínia Vitorino)

- Libreto de la ópera Vagamundo, musicalizada por Rui Coelho